# Geneviève Schmidt
Geneviève Schmidt est une actrice québécoise née le 19 octobre 1978 à Québec. Elle s'est fait connaître grand public pour son rôle de Jessica Poirier dans la télésérie Unité 9.

## Biographie
Geneviève Schmidt a grandi dans le milieu théâtral. Ses parents s'occupaient du Théâtre des Cascades. Dès l'âge de 10 ans, elle faisait de la régie de plateau,. Elle a découvert sa passion pour le théâtre au secondaire. Elle a étudié dans ce domaine pendant deux ans au Cégep de Sainte-Thérèse avant d'être mise à la porte comme beaucoup d'autres étudiants. Étant encore jeune, elle a commencé à faire de la régie, partant en tournée avec René Richard Cyr. En 2004, Geneviève Schmidt a accompagné une amie qui allait faire une audition à l'École nationale de théâtre pour lui faire la réplique. Étonnés par sa performance, elle se fait offrir de suivre la formation, puis elle est restée à cette école pendant quatre ans et ainsi obtenu son diplôme en 2008.
Geneviève Schmidt a alors commencé à faire du théâtre et quelques courtes apparitions dans des séries télévisées. Elle a auditionné pour le rôle de Caroline Laplante dans la télésérie Unité 9 qu'elle n'a pas réussi à obtenir. Par contre, quelques mois plus tard, elle a été recontactée par la production pour l'audition du rôle de Jessica Poirier qu'elle a obtenu.
En 2022, elle obtient de le rôle de la chirurgienne Isabelle Granger dans la série quotidienne québécoise Stat.
Lors de la troisième saison de la téléréalité L'île de l'amour sur les ondes de TVA, elle devient la narratrice de la version québécoise aux côtés du nouvel animateur, Olivier Dion. 

## Filmographie

### Cinéma
- 2015 : Paul à Québec : Préposée joyeuse
- 2016 : Embrasse-moi comme tu m'aimes : Mme Brochu
- 2017 : Le Trip à trois : Myriam
- 2018 : La Chute de l'empire américain : Nicole
- 2019 : Menteur : France
- 2021 : L'Arracheuse de temps de Francis Leclerc : Madame Gélinas
- 2024 : Nos belles-sœurs : Germaine Lauzon[8]

### Télévision
- 2006 : Tout sur moi : coiffeuse
- 2008 : Les Hauts et les Bas de Sophie Paquin : La régisseure
- 2008 : Les Boys : L'escorte
- 2008 : Tout sur moi : Coiffeuse
- 2011 : Toute la vérité : Martine Landry
- 2012 : Trauma Saison 4 : Marie-Louise Marcotte
- 2012 : Et si ? : Rôles multiples
- 2012 : 30 vies : Karine
- 2013 - 2019 : Unité 9 : Jessica Poirier
- 2014 - 2015 : Les Beaux Malaises : Isabelle
- 2014 : Ces gars-là : Infirmière bête
- 2015 : La Théorie du K.O. : Caissière
- 2016 : Mensonges : Geneviève Boulet
- 2016 : Ruptures : Me Paule Lussier
- 2017 : Lâcher prise : Mylène
- 2017 : L'Échappée : Chantal Leroux
- 2017 : Web Thérapie : Carmen Lamontagne
- 2018 : Les Magnifiques : Rôles multiples
- 2018 : Les Sapiens : Chef Rockette
- 2019 - 2020 : District 31 : Nancy Rioppelle[9]
- 2020 : La Maison-Bleue : Karine Desmarais
- 2022 : Stat : Isabelle Granger

### Webséries
- 2021 : Je ne suis pas un robot : Marie-Chantal

## Distinctions
- 2023 : Prix Gémeaux pour meilleur rôle de soutien dans une série dramatique quotidienne: Stat[10]